# Slovenska cesta
Slovenska cesta (deutsch: Slowenische Straße) ist der Name der Hauptstraße von Ljubljana, der Hauptstadt Sloweniens, im Stadtbezirk Center.

## Geschichte
Die Straße, die 1991 den Namen Slovenska cesta erhielt, folgt in Süd-Nord-Richtung dem Verlauf von mehreren, aufeinander folgenden Straßen, deren Benennungen im Laufe der Zeit immer wieder geändert wurden.
Im Plan von 1860 bzw. 1902 sind es die Obere Gradisce Gasse (1902 Gradicse) südlich des Kongressplatzes, die Klosterfrauengasse (1902 Selenburgove ulice nach Jakob Schell von Schellenburg) bis zur heutigen Cankarjeva cesta, gefolgt von der Wiener Hauptstraße bis zur heutigen Gosposvetska cesta und der Wiener Straße weiter stadtauswärts (1902 Dunajska cesta ohne Differenzierung).
Ab den Dreißiger Jahren des 20. Jahrhunderts war die Straße unter folgenden Namen bekannt: Tyrševa cesta (1932 bis 1943 und 1948 bis 1952), Dunajska cesta (1943 bis 1948), Titova cesta (1952 bis 1954), Bleiweisova cesta (1954 bis 1991). Der heutige südlichste Teil war die zwischen Zoisova und Rimska cesta gelegene, ursprünglich nach Josip Gorup benannte Gorupova cesta (1952 bis 1991 Kardeljeva ulica), Fortsetzung der Barjanska cesta nach Norden. 
Die Straße wurde 2009 in Ljubljana wieder nach Tito benannt, was in einer Meinungsumfrage von 60 % der Einwohner gutgeheißen wurde. Aufgrund einer Klage der Jugendorganisation der konservativen Partei Neues Slowenien verbot das Verfassungsgericht der Republik Slowenien im November 2011 die Umbenennung.

## Lage
Die Straße beginnt an der Kreuzung von Aškerčeva cesta, Barjanska cesta und Zoisova cesta und verläuft nach Norden bis zur Kreuzung mit Tivolska cesta, Dunajska cesta und Trg OF.

## Abzweigende Straßen
Die Slovenska cesta berührt folgende Straßen und Orte (von Süden nach Norden): Rimska cesta, Gregorčičeva ulica, Gradišče, Erjavčeva cesta, Ulica Josipine Turnograjske, Kongresni trg, Šubičeva ulica, Tomšičeva ulica und Knafljev prehod, Čopova ulica und Cankarjeva cesta, Nazorjeva ulica, Štefanova ulica, Puharjeva ulica, Dalmatinova ulica, Gosposvetska cesta, Tavčarjeva ulica, Trdinova ulica, Dvoržakova ulica, Pražakova ulica und Trg OF.

## Bauwerke und Einrichtungen
Als Hauptstraße von Ljubljana bietet die Straße eine Fülle von Geschäften, Gastronomie und Unterkünften.
Die wichtigsten Bauwerke und Einrichtungen von kulturellem Interesse entlang der Straße sind:
- Schauspielhaus Ljubljana an der Ecke Erjavčeva cesta
- Ursulinenkloster mit Dreifaltigkeitskirche
- Kongressplatz